# Beure
Beure je francouzská obec v departementu Doubs v regionu Burgundsko-Franche-Comté. Žije zde přibližně 1 300 obyvatel.

## Geografie

### Sousední obce
| Růžice kompasu |                      | Besançon |         | Růžice kompasu |
| Růžice kompasu | Sever                |          |         | Růžice kompasu |
| Růžice kompasu | Beure                |          |         | Růžice kompasu |
| Růžice kompasu | Jih                  |          |         | Růžice kompasu |
| Růžice kompasu | Avanne-Aveney Larnod | Pugey    | Fontain | Růžice kompasu |